# 미시마정 (니가타현)
미시마정(三島町)는 니가타현 중앙부에 위치했고 산토군에 속했다. 2005년 4월 1일에 주변의 정촌과 함께 나가오카시에 편입되었다.

## 역사
- 1934년 11월 1일 - 와키노마치촌이 정으로 승격해 와키노정이 되었다.
- 1955년 3월 31일 - 와키노정과 오쓰촌이 합병해 미시마정이 되었다.
- 1956년 9월 30일 - 히요시촌을 편입하였다.
- 2005년 4월 1일 - 나가오카시에 편입되어 소멸하였다.

## 교통

### 도로
- 국도 제352호선
- 국도 제403호선